# Format Normandie
 (février 2019).

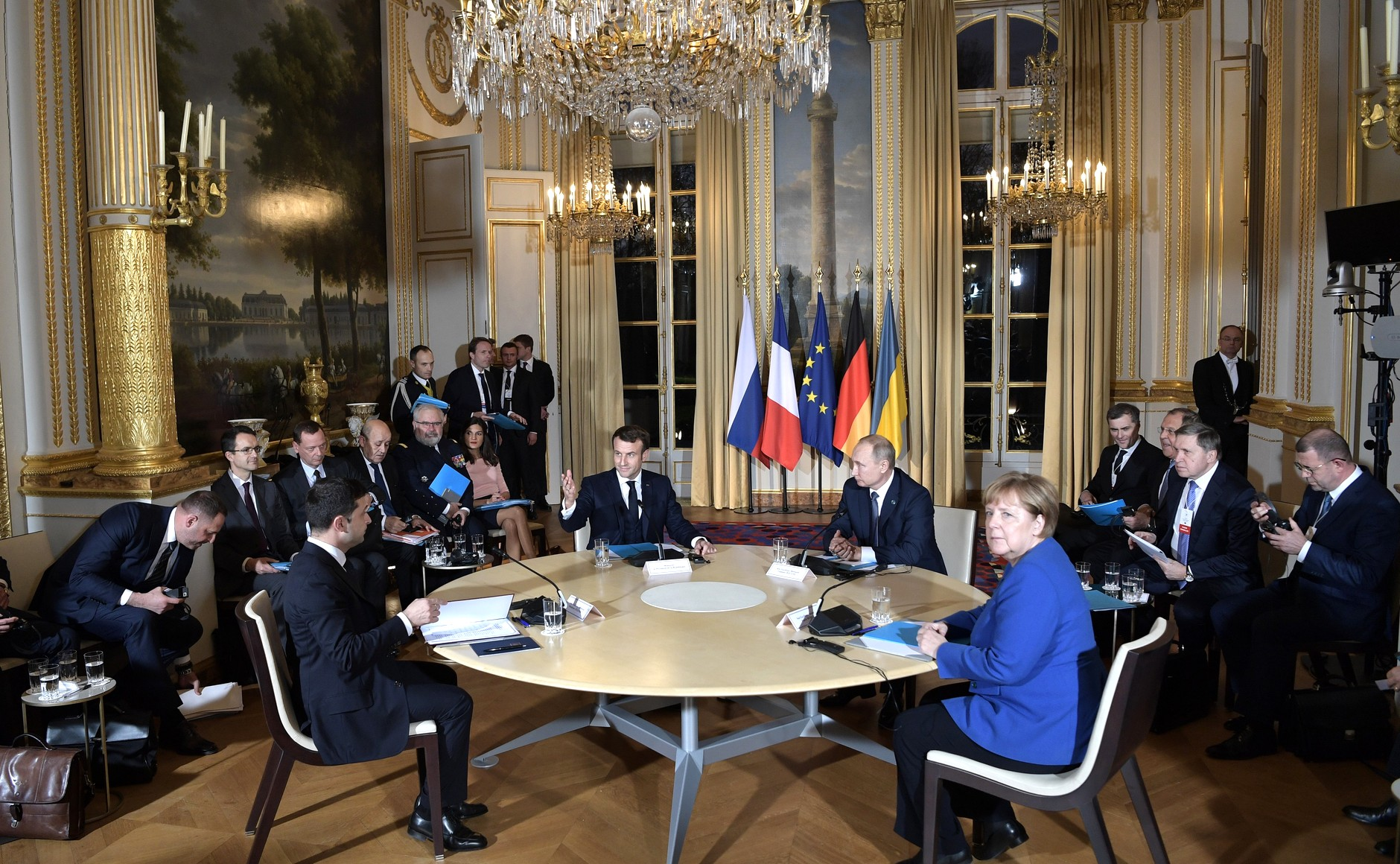
Rencontre au format Normandie à Paris, le 9 décembre 2019.

Le format Normandie est la configuration des rencontres diplomatiques à quatre pays adoptée pendant la guerre du Donbass, guerre civile opposant de 2014 à 2022 l’armée ukrainienne aux deux républiques séparatistes de Donetsk et de Lougansk. Cette configuration rassemble ainsi : l'Ukraine (où se déroule la guerre) et les trois médiateurs, Allemagne, France et Russie.
La première de cette série de rencontres quadripartites s’est déroulée en juin 2014 au château de Bénouville (en Normandie), à la suite des commémorations du débarquement de Normandie, ce qui a donné son nom de baptême à ce type de réunions ; la dernière, bien qu’exceptionnellement à deux pays — France et Russie —, a eu lieu en février 2022, à Moscou, quelques jours avant l’invasion russe de l'Ukraine.

## Origine du terme
L'expression « format Normandie » tire son nom d'une première réunion de conciliation à quatre pays (France, Allemagne, Russie et Ukraine), semi-officielle, qui s'est tenue le 6 juin 2014 en marge de la célébration du soixante-dixième anniversaire du débarquement de Normandie, au château de Bénouville, entre Caen et Ouistreham, dans le Calvados, en région Normandie.
Rahma Sophia Rachdi, une journaliste américaine, est la première à avoir employé l'expression « format Normandie » pour qualifier cette première réunion quadripartite ayant eu lieu en Normandie. Jusqu'à cette question au Conseil européen posée par Rachdi au président François Hollande, l'expression « format Normandie » n’avait pas encore été utilisée pour qualifier ce type de réunion. Ainsi, Rachdi demande au président Hollande si le « modèle de Normandie » (en anglais : Model Normandy) est toujours d'actualité, et qu'étant donné « la diplomatie tentant de trouver une solution au conflit en Ukraine, [s'il envisageait de discuter] avec Barack Obama en accord avec les conditions établies par l'Union européenne ? ». À la suite de cette question de Rachdi, Model Normandy, est repris et traduit en français par « Format Normandie ».
L’expression est ensuite couramment employée pour désigner les réunions diplomatiques de conciliation auxquelles participent les quatre pays qui étaient présents au château de Bénouville. Ces réunions de conciliation ont pour objet de promouvoir le dialogue entre l’État ukrainien et les républiques séparatistes de Donetsk et de Lougansk, dans le but de respecter les accords de Minsk mis au point fin 2014 et début 2015, l’objectif final étant la résolution pacifique de la guerre civile en Ukraine.

## Réunions concernées
| Reunion | Date               | Lieu                          | Représentants     | Représentants | Représentants      | Représentants    | Issue    |
| Reunion | Date               | Lieu                          | France            | Allemagne     | Ukraine            | Russie           | Issue    |
| ------- | ------------------ | ----------------------------- | ----------------- | ------------- | ------------------ | ---------------- | -------- |
| 1       | 6 juin 2014        | Château de Bénouville, France | François Hollande | Angela Merkel | Petro Porochenko   | Vladimir Poutine |          |
| 2       | 16-17 octobre 2014 | Milan, Italie                 | François Hollande | Angela Merkel | Petro Porochenko   | Vladimir Poutine |          |
| 3       | 11-12 février 2015 | Minsk, Bielorussie            | François Hollande | Angela Merkel | Petro Porochenko   | Vladimir Poutine | Minsk II |
| 4       | 2 octobre 2015     | Paris, France                 | François Hollande | Angela Merkel | Petro Porochenko   | Vladimir Poutine |          |
| 5       | 19 octobre 2016    | Berlin, Allemagne             | François Hollande | Angela Merkel | Petro Porochenko   | Vladimir Poutine |          |
| 6       | 9 décembre 2019    | Paris, France                 | Emmanuel Macron   | Angela Merkel | Volodymyr Zelensky | Vladimir Poutine |          |
| 7       | 26 janvier 2022    | Paris, France                 | Emmanuel Macron   | Olaf Scholz   | Volodymyr Zelensky | Vladimir Poutine |          |
| 8       | 10 février 2022    | Berlin, Allemagne             | Emmanuel Macron   | Olaf Scholz   | Volodymyr Zelensky | Vladimir Poutine |          |